# Úrsula Pueyo Marimón
Úrsula Pueyo Marimón (nascuda a Palma el 21 de desembre de 1983) és una esquiadora alpina dempeus paralímpica espanyola classificada com a LW2. Als quinze anys va patir l'amputació de la seva cama dreta com a conseqüència d'un accident de trànsit. En la I Copa Paralímpica del Món d'Hivern, celebrada a Solleftea (Suècia) el febrer de 2009, va aconseguir tres plates i un bronze. Va representar Espanya als Jocs Paralímpics de Vancouver 2010, sent l'única esportista de l'equip en la seva categoria. També participà als Jocs Paralímpics de Sochi 2014, en les categories d'eslàlom gegant, eslàlom, Super Combinada i Super Gegant.